# Cécile Morrisson
Cécile Morrisson (* 16. Juni 1940 in Dinan) ist eine französische Numismatikerin und Byzantinistin.

## Leben
Nach dem Studium an der École normale supérieure de jeunes filles in Sèvres (1958–1963) war sie bis 2000 wissenschaftliche Mitarbeiterin am CNRS.  Von 1988 bis 1990 war sie Direktorin des Münzkabinetts der Pariser Nationalbibliothek, von 1998 bis 2000 Direktorin des Centre d’histoire et civilisation de Byzance. Seit 1998 ist sie Advisor for Byzantine numismatics in Dumbarton Oaks.
Geldgeschichte und Wirtschaftsgeschichte der byzantinischen Welt sind ihre Hauptarbeitsgebiete, ihre erste Buchveröffentlichung 1969 galt den Kreuzzügen. Derzeitiges Forschungsprojekt ist die Vollendung des Katalogs der byzantinischen Münzen des Pariser Münzkabinetts für die Zeit von der Eroberung Konstantinopels 1204 bis zu seinem endgültigen Fall 1453.
1994 erhielt sie die Medaille der Royal Numismatic Society, 1995 die Archer M. Huntington Medal der American Numismatic Society und 1998 die Silbermedaille des CNRS. Seit 2008 ist Morrisson korrespondierendes Mitglied der Académie des Inscriptions et Belles-Lettres und der Akademie von Athen, seit 2009 der Medieval Academy of America und seit 2018 Ehrenmitglied der philosophisch-historischen Klasse der Österreichischen Akademie der Wissenschaften. Sie ist Träger des Ordre national du Mérite.

## Veröffentlichungen (Auswahl)
- Catalogue des monnaies byzantines de la Bibliothèque Nationale. 2 Bände (Bd. 1: D’Anastax I. à Justinien II (491–711). Bd. 2: De Philippicus à Alexis III (711–1204).). Bibliothèque Nationale, Paris 1970 (von 491 bis 1204).
- Monnaie et finances à Byzance. Analyses, techniques (= Variorum Collected Studies Series. 461). Variorum, Aldershot 1994, ISBN 0-86078-401-0 (Gesammelte kleine Schriften).
- als Herausgeberin: Le monde byzantin. Band 1: L’empire romain d’Orient. 330–641. Presses Universitaires de France, Paris 2004, ISBN 2-13-052006-5.
- mit Angeliki E. Laiou: The Byzantine Economy. Cambridge University Press, Cambridge u. a. 2007, ISBN 978-0-521-84978-4.